# Wladyslaw Taczanowski
Wladyslaw (Ladislaus) Taczanowski (1 de març de 1819 a Jabłonna - 17 de gener de 1890 a Varsòvia) fou un zoòleg polonès.
Va ser membre d'una antiga família noble (szlachta) de la regió de Poznań. Hom considera Taczanowski com un dels zoòlegs europeus més importants del segle xix.
Va estudiar en París i va treballar en museus de Viena, Berlín, París i Londres. Va accedir al lloc de preparador de la secció zoològica del Museu Universitari de Varsòvia l'any 1862, succeint a Feliks Pawel Jarocki i va romandre en ell la resta de la seva vida. Taczanowski va prendre part en una expedició a Algèria amb Antoni S. Waga (1866-67) i va escriure diversos estudis rellevants, com a Aus de Polònia (1882) i Ornitologia de Perú (1884-86).
Entre els seus molts assoliments, va descriure espècies com la Penelope albipennis o la Phytotoma raimondii, entre d'altres.

## Honors
Hi ha espècies anomenades en honor seu com Nothoprocta taczanowskii (tinamú de Taczanowski), Podiceps taczanowskii o cabussó de Junín, l'Agouti taczanowskii (Paca de muntanya) i el peix Ladislavia taczanowskii.

## Altres obres
- "Les Aranéides de la Guyane française" Horae Societatis entomologicae Rossicae (1871)
- "Les Aranéides de la Guyane française" Horae Societatis entomologicae Rossicae (1873)
- "Les Aranéides du Pérou. Famille des Attidés" (1879)